# Acantheremus colwelli
Acantheremus colwelli är en insektsart som beskrevs av Naskrecki 1997. Acantheremus colwelli ingår i släktet Acantheremus och familjen vårtbitare. Inga underarter finns listade i Catalogue of Life.